# Sarosa acutior
Sarosa acutior är en fjärilsart som beskrevs av Felder 1869. Sarosa acutior ingår i släktet Sarosa och familjen björnspinnare. Inga underarter finns listade.